# An Kum-ae
An Kum-ae (n. 3 iunie 1980, Phenian, RPDC) este o sportivă ce a reprezentat Coreea de Nord, medaliată olimpică. A participat la două ediții ale Jocurilor Olimpice (2008, 2012) în care a câștigat o medalie de aur și o medalie de argint.